# Hart Plaza

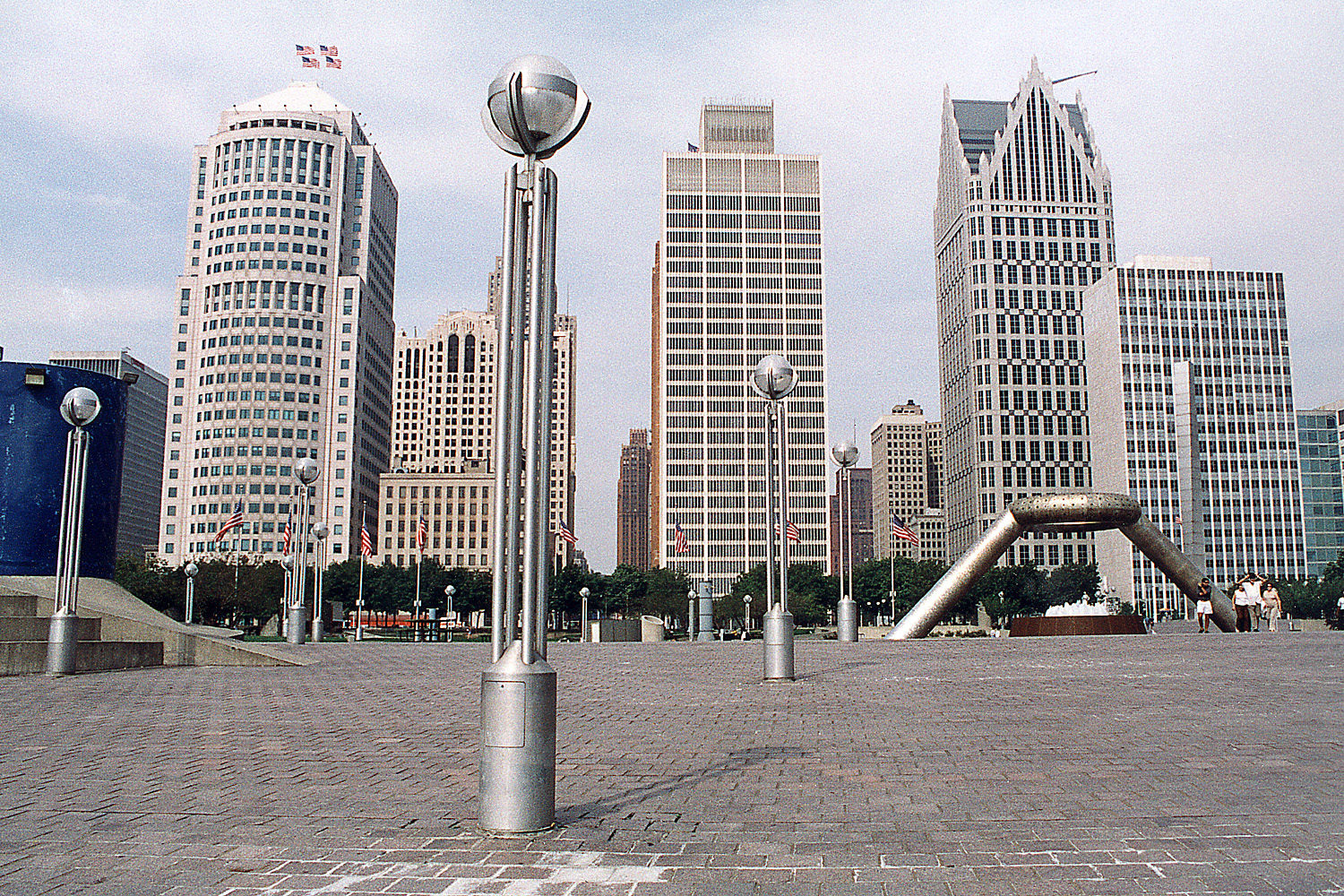
Vue du panorama urbain de Detroit d'Hart Plaza.

Philip A. Hart Plaza est un parc urbain contenant des surfaces dures au centre de la ville de Détroit, dans le Michigan, près de la rivière Détroit. La plaza est le point focal pour des festivals et des démonstrations de public de toutes les sortes. Elle a une superficie de 57 000 m2, et sa capacité est de 40 000 personnes.
Elle est appelée du nom de Phillip Hart, sénateur de l'État de Michigan entre 1959 et 1976. Au centre de la plaza se trouve la fontaine commémorative d'Horace E. Dodge and Son, conçue par Isamu Noguchi en 1978.
Chaque mai, au week-end de Memorial Day, le Movement Electronic Music Festival est tenu à Hart Plaza. La plaza est également l'endroit traditionnel des rassemblements pour célébrer des championnats gagnés par les équipes sportives professionnelles de Détroit.
Le parc se trouve approximativement sur l'emplacement où Antoine Laumet de la Mothe Cadillac débarqua en 1701 pour fonder le Fort Ponchartrain du Détroit. Aujourd'hui y est érigée en son honneur une statue, avec une plaque bilingue (anglais-français).